# باربارا بورسکا
باربارا بورسکا (لهستانی: Barbara Burska؛ زادهٔ ۶ مه ۱۹۴۷) بازیگر اهل لهستان است.
از فیلم‌ها یا مجموعه‌های تلویزیونی که وی در آن‌ها نقش داشته‌است، می‌توان به سرنوشت‌های لهستانی، دارکوب، به‌دور از جاده، خانه کشیش، حوزه استحفاظی ۱۳، صفر-هفت، به‌گوشم، تدی خرسه، چهل‌ساله، به‌دور از جاده و قماری بالاتر از زندگی اشاره نمود.